# Дејвид Акер
Дејвид Акер (енгл. David Acer, IPA: /ˈækər/, 1970) канадски је научник, писац, комичар и мађионичар из Монтреала.

## Биографија
Магијом је почео да се бави 1979.. Аутор је неколико књига о магији и сценарија за неколико епизода ТВ-серије Популарна механика за децу. Прву књигу за децу објавио је 2008. Године 2009. проглашен је за канадског мађионичара године. Био је један од три водитеља канадске документарне серије Ловци на мистерије. Глумио је у филму Лакоћа и у представи Враголаста патрола.

## Улоге

### Телевизијске улоге
| Год.    | Назив  | Улога   |
| ------- | ------ | ------- |
| 2000-те |        |         |
| 2003.   | Лакоћа | комичар |

### Водитељске улоге
- Ловци на мистерије
- Доктор Ологи
- Проналажење ствари из